# Paul Riniker
Paul Riniker (* 7. September 1946 in Aarau) ist ein Schweizer Filmregisseur und Filmproduzent.

## Leben
Riniker ist in Aarau aufgewachsen. Er studierte Rechtswissenschaft an der Universität Zürich und schloss mit dem Lizenziat ab. Danach war er als Arbeiter tätig, später als Lehrer.
Ab 1973 war er freier Journalist für diverse Tageszeitungen und Wochenblätter, 1974 ein Jahr lang Redaktor bei der Nachrichtenagentur ddp, danach einige Monate lang Produzent beim Blick und schliesslich wieder freier Journalist.
Vom Sommer 1976 bis im Frühjahr 2006 war er beim Schweizer Fernsehen fest angestellt als Verantwortlicher für die im Rahmen des «pacte de l’audiovisuel» koproduzierten Dokumentarfilme. Ab 1982 führte er bei unzähligen Dokumentarfilmen auch selbst Regie.
Im Jahr 2003 gründete er eine eigene Produktionsfirma unter dem Namen Riniker Communications GmbH, mit der er Lehr- und Dokumentarfilme produziert.
2010 debütierte er mit einem ersten fiktionalen Werk, dem Spielfilm Sommervögel. Fünf Jahre später erschien Rinikers zweiter Spielfilm Usfahrt Oerlike über Sterbehilfe, gleichzeitig der letzte Film von Jörg Schneider und einer der letzten von Mathias Gnädinger.
Riniker lebt und arbeitet in Zürich.

## Filmografie (Auswahl)

### Dokumentarfilme
- 1982: Zürich, «The Bucks» und ein Lebensgefühl
- 1982: De Sepp langt zue (über den Boxer Sepp Iten)
- 1983: Mir händ no Hoffnig (über ein Viertel in Zürich)
- 1984: Eine Beiz ohne Chef (über die Genossenschaft Kreuz in Solothurn)
- 1985: Tonis Träume – Porträt eines geistig behinderten Bergbauernsohnes
- 1986: Juzen im Muotatal – eine schwierige Liebeserklärung
- 1987: Sandra – unstillbarer Hunger (Porträt einer Essbrech-Süchtigen)
- 1987: Unterwegs zwischen Leben und Tod (Porträt eines aidskranken Fixers)
- 1987: Wenigstens streiten sie nicht mehr... (Scheidung aus Sicht der Kinder)
- 1988: Frauen im Knast (über die Strafanstalt Hindelbank)
- 1990: ...und leise stirbt ein Kind (über plötzlichen Kindstod und die Trauer der Eltern)
- 1991: Traum Frau (Coco) – Stationen einer Geschlechtsumwandlung (über Eve-Claudine Lorétan)
- 1992: Ladycops (mit Frauen auf Streife)
- 1993: Primaballerina (Joyce Cuoco: Die Bühne – mein Leben)
- 1994: Die Heilerin (Pamela – ein Leben mit Geistern)
- 1995: Pasquales Mutter – ein Jahr nach dem Mord in Zollikerberg
- 1996: Cool Man & Geierwally – die munteren Alten aus den Alpen
- 1998: Stefanie – das Leben eines AIDS-kranken Mädchens
- 1999: Leben mit dem Tod – der lange Abschied von Paul O. Pfister
- 2000: Vom Büezer zum Rockstar – die Traumkarriere von Gölä
- 2001: Köbi Kuhn – was nun?
- 2003: Frauen mit HIV – fünf Schicksale
- 2004: Raussmüllers – Kunstvermittler (für Sternstunde Kunst)
- 2005: Allahs Töchter

### Spielfilme
- 2010: Sommervögel (Publikumspreis an den Solothurner Filmtagen 2011)[1]
- 2015: Usfahrt Oerlike (Publikumspreis an den Solothurner Filmtagen 2015)

### Produktion
- 2008: Seppels Vermächtnis (auch Regie) – für Sternstunde Kunst
- 2008: Deutschklasse (auch Regie) – ein Lehrfilm über Kinder, die ohne Deutschkenntnisse in die Schweiz kommen
- 2011: Der Italiener – Kinodokumentarfilm von Paolo Poloni
- 2012: Appassionata – Kinodokumentarfilm von Christian Labhart (Publikumspreis am Zurich Film Festival 2012)
- 2018: Shadow Thieves – Kinodokumentarfilm von Felix von Muralt